# 변응정
변응정(邊應井, 1557년 ~ 1592년)은 조선 중기의 무장으로, 임진왜란 당시 해남 현감으로 여러 전투에서 전과를 올렸다.
본관은 원주, 자는 문숙, 시호는 충장으로 문예에 탁월했으나 문과에 낙방하고 선조 때 무과에 급제해 월송만호와 선전관 등을 거쳐 1592년 임진왜란이 일어나자 해남 현감으로 웅치 전투에서 전과를 올려 수군절도사가 되었다.
제2차 금산 전투에서 함께 공격하기로 약속했던 조헌이 따로 싸우다 전사하자 이를 갚기 위해 김제 군수 정담과 함께 금산성을 기습해 싸우다 전사했다.
적장 고바야카와 다카카게도 그의 충의에 감복하여 큰 무덤을 만들고 '조선국충간의담'이라 써서 표목을 세웠다. 그리고 사후 조정에서도 병조판서에 추증하고 고향에 정문을 세워 기리고 금산의 종용사에 배향되었다.